# Garcia Fernandes, conde de Castela
Garcia Fernandez "o das Mãos Brancas" (941/944 – 995), foi conde de Castela em 970 depois da morte de seu pai.

## Biografia
Foi o filho mais novo  de Fernão Gonçalves, conde de Castela e de Sancha Sanches de Pamplona, filha do rei Sancho Garcês I. Participou em várias campanhas contra os muçulmanos e, de acordo com o Chronicon Burgense, em 995 foi capturado e ferido e morreu tragicamente cinco dias depois na viagem a Córdova. Ainda em vida de seu pai, o filho Sancho Garcia revolta-se contra ele, intitulando-se conde de Castela.

## Matrimónio e descendência
Casou cerca de 960 com Ava de Ribagorça, filha do conde Raimundo II de Ribagorça e de Gersenda de Fézensac, de quem teve:
1. Sancho Garcia, «o dos Bons Foros» conde soberano de Castela (m. 5 de Fevereiro de 1017)[7][5] casado com Urraca Gomes, filha de Gomez Diaz de Saldanha[8].
2. Gonçalo Garcia (m. depois de 978).[7][9][10][a]
3. Urraca Garcia (m. ca. 1039) abadessa no Mosteiro de Covarrubias.[4]
4. Toda Garcia (m. depois de 1036) casada com Sancho Gomes, filho de Gomez Diaz de Saldanha[11].
5. Elvira Garcia (m. Dezembro de 1017), foi rainha regente de Leão e casou com Bermudo II rei de Leão.[12][5]
6. Mor Garcia, casou com Raimundo III Pallars, conde de Pallars Jussà. Foi repudiada pelo seu marido. Governou o condado de Ribagorça que depois passou à sua sobrinha Muniadona.[13]
7. Oneca Garcia (m. depois de 1029), foi primeiro abadessa no mosteiro de San Juan de Cillaperlata e depois freira no Mosteiro de São Salvador de Oña.[13]

## Bibliografía
- Martínez Díez, Gonzalo (2005). El Condado de Castilla (711-1038). La historia frente a la leyenda (em espanhol). Valladolid: Junta de Castilla y León. ISBN 84-9718-275-8
- Martínez Díez, Gonzalo (2007). Sancho III el Mayor Rey de Pamplona, Rex Ibericus (em espanhol). Madrid: Marcial Pons Historia. ISBN 978-84-96467-47-7
- Sagredo Fernández, Félix (1975). «Los condes de Bureba en la documentación de la segunda mitad del siglo XI». Hispania, revista espanola de historia (em espanhol). 35 (extra 6): 91-120. ISSN 0018-2141
- Salazar y Acha, Jaime de (2006). «Urraca. Un nombre egregio en la onomástica altomedieval». En la España medieval (em espanhol) (1): 29-48. ISSN 0214-3038
- Sánchez de Mora, Antonio (2003). «La nobleza castellana en la plena Edad Media: el linaje de Lara. Tesis doctoral. Universidad de Sevilla» (em espanhol)
- Torres Sevilla-Quiñones de León, Margarita (1999). Linajes nobiliarios de León y Castilla (em espanhol). Salamanca: Junta de Castilla y León. ISBN 84-7846-781-5